# FGF6
FGF6 (англ. Fibroblast growth factor 6) – білок, який кодується однойменним геном, розташованим у людей на короткому плечі 12-ї хромосоми. Довжина поліпептидного ланцюга білка становить 208 амінокислот, а молекулярна маса — 22 905.
| 10         |  | 20         |  | 30         |  | 40         |  | 50         |
| ---------- |  | ---------- |  | ---------- |  | ---------- |  | ---------- |
| MALGQKLFIT |  | MSRGAGRLQG |  | TLWALVFLGI |  | LVGMVVPSPA |  | GTRANNTLLD |
| SRGWGTLLSR |  | SRAGLAGEIA |  | GVNWESGYLV |  | GIKRQRRLYC |  | NVGIGFHLQV |
| LPDGRISGTH |  | EENPYSLLEI |  | STVERGVVSL |  | FGVRSALFVA |  | MNSKGRLYAT |
| PSFQEECKFR |  | ETLLPNNYNA |  | YESDLYQGTY |  | IALSKYGRVK |  | RGSKVSPIMT |
| VTHFLPRI   |  |            |  |            |  |            |  |            |

A: Аланін

C: Цистеїн

D: Аспарагінова кислота

E: Глутамінова кислота

F: Фенілаланін

G: Гліцин

H: Гістидин

I: Ізолейцин

K: Лізин

L: Лейцин

M: Метіонін

N: Аспарагін

P: Пролін

Q: Глутамін

R: Аргінін

S: Серин

T: Треонін

V: Валін

W: Триптофан

Кодований геном білок за функціями належить до факторів росту, мітогенів, білків розвитку. 
Задіяний у таких біологічних процесах, як ангіогенез, диференціація клітин. 
Секретований назовні.